# Anche se non trovi le parole
Anche se non trovi le parole è il secondo singolo estratto dal sesto album in studio Heart della cantante italiana Elisa, pubblicato il 22 gennaio 2010.

## Il brano
Anche se non trovi le parole è l'ottavo singolo in italiano di Elisa (il sesto di cui è autrice). È stato frequentemente trasmesso in radio, raggiungendo la posizione numero 1 dell'airplay.
Nel 2010 è stata pubblicata una nuova versione del brano, dal titolo Anche tu, anche se (non trovi le parole) con la partecipazione del rapper Fabri Fibra nell'album Ivy.

## I video
Un primo video musicale è stato presentato in anteprima il 15 febbraio 2010 nel sito ufficiale di Elisa. È stato diretto da Paolo Caredda (che aveva già diretto il primo videoclip della cantautrice) e la produzione è stata curata dalla società di produzione genovese Condominium Production con l'assistenza della Genova-Liguria Film Commission. Protagonisti del video sono i burattini de Il Circo di Cagliostro creati dall'artista ligure Gabriele Gelatti. Elisa è rappresentata da Clownina, un burattino che la rispecchia nei tratti somatici (e che indossa anche un suo ciondolo). L'idea singolare del video nasce dall'impossibilità della cantante di prendervi parte, vista la sua recente maternità. Il 3 marzo 2010 lo stesso Gabriele Gelatti ha pubblicato un viral video diretto da lui con l'assistenza di Simona Cannella, sempre con i burattini del primo video.
Il 22 marzo 2010 è stato presentato in esclusiva per MSN un secondo video ufficiale in cui Elisa si trova in uno studio di registrazione mentre canta il pezzo. Alcune inquadrature del libro con foto e frasi del testo della canzone sono le stesse del primo video.

## Classifiche
| Classifica (2010) | Posizione massima |
| ----------------- | ----------------- |
| Italia            | 41                |